# 영비천
영비천(靈祕泉)은 일양약품에서 1985년에 출시한 영지버섯 엑기스를 주재료로 벌꿀 등을 넣어 만든 건강 음료이다. 쌉쌀한 맛을 표방하고 있다. 1990년부터 설탕이 없는 영비천을 재출시했으며, 1992년 93년 대전 엑스포 공식 음료후원 지정되었다. 1995년 1월에는 영지버섯 엑기스와 이온 성분이 함유된 영비천 마일드를 출시했다. 1995년 6월에는 러시아 우주 비행사의 공식 음료로 지정되었다. 1997년 2월에는 영지버섯 균사체를 넣은 영비천 S를 출시했다.

## 제품 시리즈
- 영비천 (1985~1993)
- 영비천 에이 (1994~1997)
- 영비천 마일드 (1995~1997)
- 영비천 S (1997~2000)
- 영비천 골드(2000~현재)